# Alashkert FC
Az Alashkert FC (örmény nyelven: Ալաշկերտ Ֆուտբոլային Ակումբ, nyugati sajtóban: Alashkert FC) egy örmény labdarúgócsapat Jerevánban, jelenleg az örmény labdarúgó-bajnokság élvonalában szerepel.
A klubot 1990-ben alapították, eddig 4 alkalommal nyerte meg az örmény labdarúgó-bajnokságot, és 1 alkalommal az örmény kupát. 2016-os bajnoki címe után a klub története során először elindulhatott az UEFA-bajnokok ligája selejtezőjében.

## Sikerei
- Örmény bajnok

4 alkalommal: 	2015/16, 2016/17, 2017/18, 2020/21
- Örmény kupagyőztes

1 alkalommal: 	2018/19
- Örmény szuperkupagyőztes

3 alkalommal: 	2016, 2018, 2021